# 크리스티 클락
크리스티 클라크(Christie Clark, 1973년 12월 13일 ~ )는 미국의 배우이다.
로스앤젤레스에서 태어났다.

## 출연 작품

### 영화
- 나이트메어 2: 프레디의 복수 (1985)
- 다니엘 스틸 - 사랑의 굴레 (1991, Changes)
- 옥수수밭의 아이들 2 (1992)

### 텔레비전
- 우리 생애 나날들 (1986-99, 2005-06, 2010-12, 2017-19)